# Zamosze (rejon żytkowicki)
Zamosze (biał. Замошша, Zamoszsza; ros. Замошье, Zamoszje) – wieś na Białorusi, w obwodzie homelskim, w rejonie żytkowickim, w sielsowiecie Marocharawa, przy drodze republikańskiej R57.

## Historia
Początkowo chutory. Po I wojnie światowej pod administracją polską, w Zarządzie Cywilnym Ziem Wschodnich, w okręgu brzeskim, w powiecie mozyrskim. W wyniku postanowień traktatu ryskiego znalazło się w granicach Związku Sowieckiego. Od 1991 w niepodległej Białorusi.